# Hanif Kureishi
Hanif Kureishi, britanski dramatik, scenarist, režiser in avtor romanov in kratkih zgodb; * 5. december 1954, Bromley, London, Anglija.
V svojih delih pogosto piše o vprašanjih, povezanih z raso, narodnostjo, priseljenstvom in spolnostjo. Časnik The Times ga je leta 2008 uvrstil na seznam 50 najpomembnejših britanskih avtorjev po letu 1945.

## Življenjepis
Kureishi se je rodil v Južnem Londonu pakistanskemu očetu in angleški materi. 
Obiskoval je Tehnično visoko šolo v Bromleyju in nato študiral tehnologijo na tamkajšnjem kolidžu. Na kolidžu je bil leta 1972 izvoljen za predsednika študentske zveze; nekateri liki iz njegovega deloma avtobiografskega dela Buda iz predmestja izvirajo iz tega obdobja. Eno leto je študiral filozofijo na univerzi v Lancestru, a je študij opustil. Kasneje je diplomiral iz filozofije na King's College London.
Pesnica Maki Kureishi je njegova teta.

### Romani
- 1990 Buda iz predmestja (The Buddha of Suburbia). London: Faber and Faber.
- 1995 Črni album (The Black Album). London: Faber and Faber.
- 1998 Intimnost (Intimacy). London: Faber and Faber.
- 2001 Gabriel's Gift. London: Faber and Faber.
- 2003 Telo (The Body). London: Faber and Faber.
- 2008 Nekaj ti moram povedati (Something to Tell You). London: Faber and Faber.

### Zbirke zgodb
- 1997 Love in a Blue Time London: Faber and Faber.
- 1999 Polnoč ves dan (Midnight All Day). London: Faber and Faber.

### Drame in scenariji
- 1988 Sammy and Rosie Get Laid. London: Faber and Faber.
- 1991 London Kills Me. London: Faber and Faber.
- 1996 My Beautiful Laundrette and other writings. London: Faber and Faber.
- 1997 My Son The Fanatic. London: Faber and Faber.
- 1999 Hanif Kureishi Plays One. London: Faber and Faber.
- 1999 Sleep With Me. London: Faber and Faber.
- 2002 Collected Screenplays Volume I. London: Faber and Faber.
- 2003 The Mother. London: Faber and Faber.
- 2007 Venus. London: Faber and Faber.
- 2009 Črni album (The Black Album) (prirejeno po romanu). London: Faber and Faber.

### Neleposlovje
- 2002 Dreaming and Scheming: Reflections on Writing and Politics
- 2004 My Ear at His Heart. London: Faber and Faber.
- 2005 Word And The Bomb . London: Faber and Faber.

### Urednikovanje
- 1995 The Faber Book of Pop. London: Faber and Faber.

## Filmografija

### Scenariji
- 1985 Moja lepa pralnica (My Beautiful Laundrette)
- 1987 Sammy and Rosie Get Laid
- 1991 London Kills Me (tudi kot režiser)
- 1993 Buda iz predmestja (televizijska miniserija, temelječa na romanu)
- 1997 My Son the Fanatic (na osnovi istoimenske kratke zgodbe)
- 1999 Mauvaise passe (z Michelom Blancom)
- 2003 The God of Small Tales (z Akramom Khanom)
- 2003 The Mother (po drami)
- 2006 Venus
- 2007 Weddings and Beheadings (2007)

### Zasnova zgodbe
2001 Intimnost (Intimacy)

### Producent
2006 Souvenir